# Малиналько

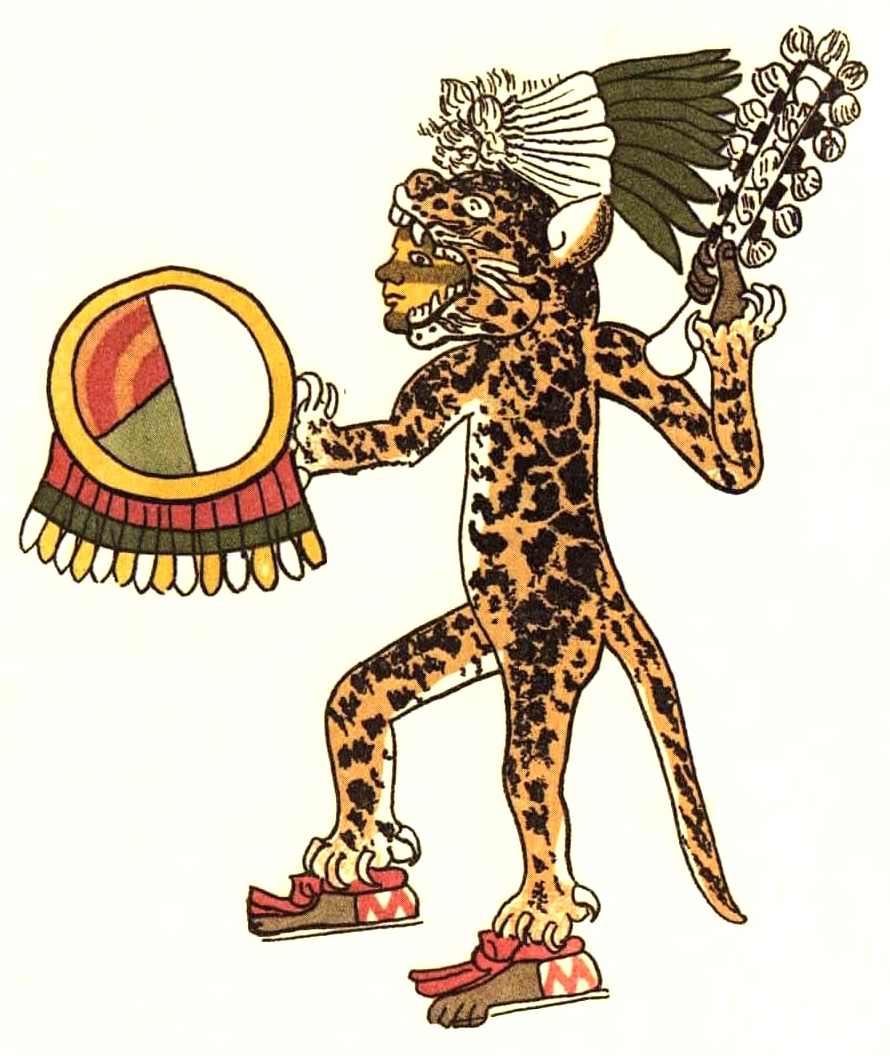
Рисунок ацтекского воина в шкуре ягуара из Малиналько

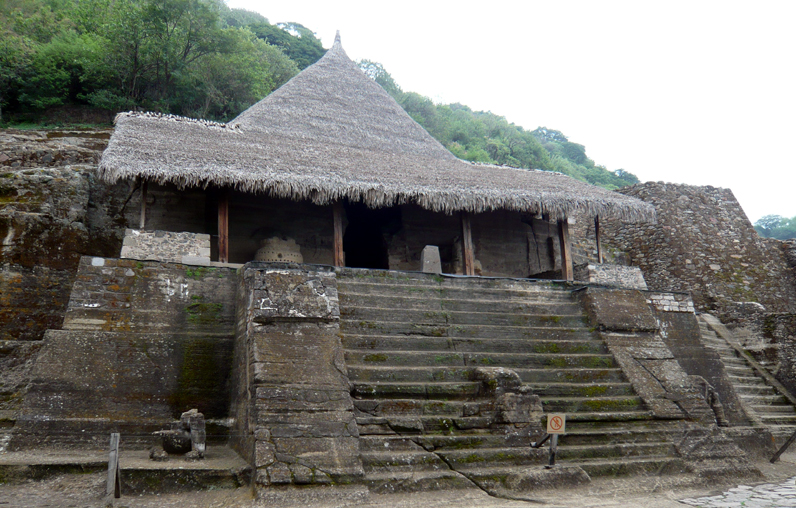
Ацтекский храм, вырубленный в скале — одна из достопримечательностей Малиналько

Малиналько (исп. Malinalco) — город в Мексике, входит в штат Мехико. Население 6523 человека.
Здесь обнаружены остатки крупного города ацтекского периода.